# Johann Christoph Friedrich Klug
Johann Christoph Friedrich Klug (Berlijn, 5 mei 1775 - Berlijn, 3 februari 1856) was een Duits arts en entomoloog.

## Biografie
Hij studeerde aan de universiteit van Halle en provomeerde er in 1797. Hij werd arts in Berlijn. In 1818 werd hij professor in medicijnen en entomologie aan de universiteit van Berlijn. Tevens was hij directeur van de Botanischer Garten Berlin en van de zoölogische collectie van de universiteit.
In 1832 werd hij buitenlands erelid bij de stichting van de Société Entomologique de France.
Hij was koninklijk Geheimraad en was ridder derde klasse in de Orde van de Rode Adelaar in het Koninkrijk Pruisen.

## Werken (selectie)
- Die Blattwespen nach ihren Gattungen und Arten zusammengestellt. Sitzungsberichte der Gesellschaft naturforschender Freunde zu Berlin 6: 45-62, 276-310 (1814).
- Entomologische Monographieen. Berlijn. p. 172-196 (1824).
- Bericht über eine auf Madagascar veranstaltete Sammlung von Insecten aus der Ordnung Coleoptera. Abhandlungen der Preussische Akademie der Wissenschaften, pp. 91–223 (1833).
- Uebersicht der Tenthredinetae der Sammlung (des Berliner entomologischen Museums). Jahrbücher der Insektenkunde 1: 233-253 (1834).
- Met Carl Heinrich Hopffer en illustraties van Bernhard Wienker: Neue Schmetterlinge der Insekten-Sammlung des Königl. Zoologischen Musei der Universität zu Berlin Hft. (Volume) 1 - 2 Berlin: Bei dem Herausgeber BHL (1836)
- Fortsetzung der Diagnosen der neuen (und bereits seit mehreren Monaten vollständig gedruckten) Coleopteren, welche die Insectensendungen des Herrn Dr. Peters von Mossambique enthalten hatten, von der Familie der Staphylinii an bis zu den Lamelicornia, diese mit eingeschlossen.Berichten der Akademie der Wissenschaften, Berlin 20: 643-660 (1855)
- Ueber die Geschlechtsverschiedenheit der Piezaten. Erster Haelfte der Fabriciusschen Gattungen. Mag. Ges. Naturf. Freunde Berlin 1: 68-80. (1807)

## Hommage
Diederich Franz Leonhard von Schlechtendal noemde het plantengeslacht Klugia (tegenwoordig Rhynchoglossum, familie Gesneriaceae) naar hem. In de entomologie is het vliegengeslacht Klugia naar hem genoemd naast talrijke soorten, waaronder:
- de vlindersoorten Euploea klugii, Geitoneura klugii en Heliophisma klugii
- de keversoorten Agra klugii, Craspedophorus klugii, Paussus klugii en Elaphropus klugii
- de pissebedsoorten Porcellio klugii en Hemilepistus klugii
- de mierensoort Neivamyrmex klugii
- de wespensoorten Syntretus klugii en Ascogaster klugii.